# Santa Magdalena d'Empúries
L'església de Santa Magdalena d'Empúries és situada molt a prop de l'ermita de Santa Margarida d'Empúries, a la sortida de L'Escala, en direcció a Viladamat.
Les restes d'aquesta església, actualment en ruïnes, comprenen un edifici religiós del segle v, situat prop de Sant Martí d'Empúries.
A més, hi ha un conjunt d'enterraments a la roca natural. L'enterrament central està cobert amb lloses de pedra calcària. Els enterraments no identificats estan situats en una de les estances del cantó meridional adjacent a la capçalera de l'església.